# 太田 (さいたま市)
太田（おおた）は、埼玉県さいたま市岩槻区の町丁および大字。現行行政地名は太田一丁目から太田三丁目および大字太田。町丁は住居表示実施地区。郵便番号は339-0052。

## 概要
さいたま市岩槻区中部の大宮台地（岩槻支台）上に位置する。東部を元荒川が流れる。元は岩槻城址付近はほとんど大字太田であったが、住居表示による町名変更で取り残された大字太田の一部が南辻付近に残るのみである。
地区内に太田貝塚がある。

## 歴史
- 1873年（明治6年）：岩槻宿（現・大字岩槻）の岩槻城址および士族屋敷部分が分離されて埼玉郡太田町が成立[6]。地名の由来は岩槻城の城主の名前である太田氏による[6]。
- 1874年（明治7年）：学蔵寺を仮用して太田学校（現・さいたま市立太田小学校）が開設される[6]。
- 1879年（明治12年）3月17日：郡区町村編制法により成立した南埼玉郡に属す。郡役所は岩槻町に設置。
- 1889年（明治22年）4月1日：町村制施行に伴い、岩槻町、太田町が合併して新たな岩槻町が成立する。太田町は岩槻町の大字太田となる[6]。
- 1954年（昭和29年）
  - 5月3日：南埼玉郡岩槻町、新和村、和土村、川通村、柏崎村、河合村、慈恩寺村の1町6村が合併し、岩槻町が改めて成立する[7]。
  - 7月1日：岩槻町が市制を施行し、岩槻市となる[7]。岩槻市の大字となる。
- 1965年（昭和40年）12月1日：住居表示実施により、一部が宮町一丁目・二丁目[8][9]、本町五丁目の各一部となる。
- 1966年（昭和41年）10月1日：住居表示実施により、一部が本町四丁目・六丁目および仲町一丁目の各一部となる。
- 1988年（昭和63年）10月3日：住居表示実施により、一部から太田一丁目 - 三丁目、本丸一丁目 - 四丁目、城町一丁目・二丁目が成立。また、一部が宮町二丁目に編入される。
- 2005年（平成17年）4月1日 – 岩槻市がさいたま市に編入合併され、さいたま市岩槻区の町丁および大字となる[10]。

## 世帯数と人口
2017年（平成29年）10月1日時点の世帯数と人口は、以下のとおりである。
| 町丁・大字 | 世帯数  | 人口    |
| ---------- | ------- | ------- |
| 太田一丁目 | 422世帯 | 1,070人 |
| 太田二丁目 | 426世帯 | 1,074人 |
| 太田三丁目 | 44世帯  | 94人    |
| 大字太田   | 0世帯   | 0人     |
| 計         | 892世帯 | 2,238人 |

## 小・中学校の学区
市立小・中学校に通う場合、学区（校区）は以下の通りとなる。なお、大字太田の学区は示されていない。
| 丁目       | 区域 | 小学校                 | 中学校                 |
| ---------- | ---- | ---------------------- | ---------------------- |
| 太田一丁目 | 全域 | さいたま市立太田小学校 | さいたま市立岩槻中学校 |
| 太田二丁目 | 全域 | さいたま市立太田小学校 | さいたま市立岩槻中学校 |
| 太田三丁目 | 全域 | さいたま市立太田小学校 | さいたま市立岩槻中学校 |

## 寺社
- 浄土真宗浄源寺
- 梅照院
- 諏訪神社
- 稲荷神社
- 明戸天満宮

## 施設
- 岩槻城址公園
- 市民会館いわつき
- さいたま市営岩槻球場
- 埼玉県立岩槻商業高等学校
- 人間総合科学大学岩槻キャンパス（一部） - 大字太田に立地
- たちばな保育園

## 交通

### 鉄道
地内に鉄道路線は通っていない。最寄り駅は地点によって異なり、東武野田線（東武アーバンパークライン）の岩槻駅、または同東岩槻駅である。

### 道路
- 埼玉県道2号さいたま春日部線